# Was ist passiert?
Was ist passiert? ist ein 2003 erschienenes Musikalbum der Gruppe Pur.

## Entstehung und Veröffentlichung
Die Gruppe Pur hatte im Dezember 2000 die Tour zu ihrem Album Mittendrin beendet. Die Bandmitglieder begannen 2001 mit der Arbeit am neuen Album; der überwiegende Teil der Lieder entstand jedoch 2002. Frontmann Hartmut Engler bezeichnete das Album rückblickend als persönlichstes Album der Gruppe. Er selbst verarbeitete in den Texten unter anderem die Trennung von seiner Ehefrau (Letzte Ausfahrt), den Tod seines Vaters (Walzer für dich) und die Beziehung zu seinen nun getrennt von ihm lebenden Kindern (Bald seh ich euch wieder). Duett sang er gemeinsam mit seiner neuen Freundin Nubya ein.
Am 4. August 2003 wurde als erste Single des Albums Ich denk an dich vorausgekoppelt; sie erschien dabei als CD-Single und als DVD-Single mit Musikvideo. Die CD-Single enthielt neben den Liedern Bitte lieber Gott und Walzer für dich – jeweils in zum Album abgewandelter Version – auch exklusiv die Single Hier bin ich, die Pur für den Film Spirit – Der wilde Mustang eingesungen hatte. Ich denk an dich schaffte den Direkteinstieg an die Chartspitze und war zudem die erste Nummer-1-Single der Gruppe.
Mitte Juli 2003 stellte Pur ihr neues Album bei zwei Konzerten vor Fans und Sponsoren im Landschaftspark Duisburg-Nord (u. a. Alte Gießhalle) vor. Das ZDF strahlte die Konzerte im Rahmen ihrer Reihe ZDF in concert am 7. September (Pur Special I) und 4. Oktober 2003 (Pur Special II) aus. Am 8. September wurde Was ist passiert? veröffentlicht; durch eine Kooperation mit AOL war das Album zudem im Vorfeld online erhältlich gewesen. Am 6. Oktober folgte die Veröffentlichung der Live-Doppel-DVD Das ist passiert, die auf beiden Promotionskonzerten aufbaute.
Was ist passiert? erreichte bereits am Erscheinungstag mit rund 350.000 verkauften Einheiten Platin-Status und stieg auf Platz 1 der deutschen Album-Charts ein. Das Cover des neuen Albums zeigte in verschiedenen Varianten einen männlichen Schattenriss, den die Gruppe Männle taufte. 
Pur ging vom 17. Oktober bis Dezember 2003 auf Deutschlandtournee; Tourneeauftakt war in der KölnArena. Pur absolvierte die Tour erstmals mit Vorprogramm: Nachwuchssänger Tom Albrecht begleitete die Gruppe auf Tour.

## Titelliste
| Nr. | Titel                    | Autor(en)                  | Produzent(en)            | Länge |
| --- | ------------------------ | -------------------------- | ------------------------ | ----- |
| 1   | Was ist passiert?        | Hartmut Engler, Ingo Reidl | Ingo Reidl, Martin Ansel | 4:56  |
| 2   | Mehr als dein Verstand   | Hartmut Engler, Ingo Reidl | Ingo Reidl, Martin Ansel | 3:49  |
| 3   | Ich denk an dich         | Hartmut Engler, Ingo Reidl | Ingo Reidl, Martin Ansel | 3:21  |
| 4   | Letzte Ausfahrt          | Hartmut Engler, Ingo Reidl | Ingo Reidl, Martin Ansel | 4:26  |
| 5   | Walzer für dich          | Hartmut Engler, Ingo Reidl | Ingo Reidl, Martin Ansel | 4:45  |
| 6   | Der Kreis                | Hartmut Engler, Ingo Reidl | Ingo Reidl, Martin Ansel | 5:03  |
| 7   | Duett                    | Hartmut Engler, Ingo Reidl | Ingo Reidl, Martin Ansel | 4:51  |
| 8   | Saz                      | Hartmut Engler, Ingo Reidl | Ingo Reidl, Martin Ansel | 6:06  |
| 9   | Leicht                   | Hartmut Engler, Ingo Reidl | Ingo Reidl, Martin Ansel | 4:35  |
| 10  | Doof                     | Hartmut Engler, Ingo Reidl | Ingo Reidl, Martin Ansel | 3:21  |
| 11  | Bitte lieber Gott        | Hartmut Engler, Ingo Reidl | Ingo Reidl, Martin Ansel | 7:16  |
| 12  | Gut genug für dich       | Hartmut Engler, Ingo Reidl | Ingo Reidl, Martin Ansel | 4:24  |
| 13  | Bald seh ich euch wieder | Hartmut Engler, Ingo Reidl | Ingo Reidl, Martin Ansel | 3:53  |

## Rezeption
„Trotz manch tränenrühriger Ballade erliegen Pur kaum der Versuchung, ihre Geschichten allzu triefend und schmalzig zu verpacken. Eine positive Weiterentwicklung der Band“, befand die B.Z. „Mit dem neuen Album gelingen Engler und Pur nicht nur eine musikalische Krisenbewältigung, sondern auch großer Pop mit Songs, die Gefühle um Liebe und Schmerz, Trauer und Tod, Ende und Neuanfang transportieren“, schrieb APA. Was ist passiert? sei „eine Art musikalisches Therapeutikum, ein Ansporn, niemals aufzugeben“, meinte der Südkurier, und schrieb, dass Pur mit dem neuen Album „mehr denn je auf den Boden der Tatsachen zurückgekehrt“ sei.
„Eingepackt in teilweise überraschend experimentelle und teilweise ebenso überraschend biedere Arrangements zelebriert das Songschreiberduo Hartmut Engler/Ingo Reidl (key) Reihenhaus-Rock in Vollendung“, so die Mitteldeutsche Zeitung: „Und alles ist blitzblank geputzt und supersauber eingespielt, akkurat berechnet und in der Wirkung prima abgeschmeckt. Lieder, so schön, dass es schmerzt.“

## Auszeichnungen
Was ist passiert? erhielt bis März 2004 für mehr als 500.000 verkaufte Einheiten Fünffach-Gold. Im Jahr 2004 gewann Pur für Was ist passiert? einen Echo in der Kategorie „Gruppe des Jahres National – Rock/Pop“.